# Eight Hours
Eight Hours (Ocho Horas en Latinoamérica y España) es el décimo episodio y final de la primera temporada de la serie de drama y ciencia ficción de TNT, Falling Skies. El episodio fue escrito por Mark Verheiden y dirigido por Greg Beeman y salió al aire el 7 de agosto de 2011 en E.U., como parte del final de temporada de dos horas de la serie, precedido por Mutiny.

## Argumento
Rick se escapa para reunirse de nuevo con los Skitters y conoce a Megan; ella, hablando por los aliens le pide que le cuente todo lo que sabe acerca del 2nd Mass y a cambio, ella lo llevará con los Skitters. Él le cuenta todo y ella se marcha, dejándolo atrás. 
Sabiendo que los Skitters conocen la localización del 2nd Mass, Tom decide evacuar a los civiles. Tres cuartas partes de los voluntarios para el ataque son aniquilados mientras avanzaban hacia la base Skitter, por esta razón Weaver envía a Hal de vuelta a la escuela para avisarle a Tom y al mismo tiempo ponerlo a salvo. 
Un Mech ataca la escuela pero es derribado por los combatientes gracias a las balas fabricadas por Pope, mientras Scott y Ben tratan de encontrar de nuevo la frecuencia Skitter hasta que logran dar con ella, pero la potencia es muy débil y necesitan hacerla más fuerte, así que Ben sugiere que el asta de la bandera los podría ayudar. Al mismo tiempo un ejército Mech llega, pero se retira cuando Ben y Tom logran conectar la radio al asta. 
Hal llega con noticias sobre Weaver y Tom decide ir por él y va a despedirse de Anne pidiéndole se haga cargo de sus hijos si no regresa, y antes de irse la besa. En el camino, Tom encuentra a Pope y Anthony, quien está malherido, y le dice a Pope que lo lleve de regreso a la escuela, dándole las llaves del auto que llevaba, Pope le desea buena suerte. 
Más tarde, Weaver y Tom se encuentran, Tom lanza un misil a una de las naves que van llegando a la base, ocasionando una explosión dentro de ésta. Tom y Weaver buscan acercarse más a la base, pero en el camino se encuentran con Karen quien está acompañada por uno de los líderes, que desciende de una nave; Karen le dice a Tom que ellos están asombrados por el nivel de resistencia que han presentado y que desean hablar con él, Tom se niega, pero ella le dice que entonces no dejarán en paz a Ben; Weaver le advierte que es una trampa, pero ahora Tom está decidido a aceptar el trato, toma la mano de Karen y se disponen a entrar a la nave.

## Elenco
| - Noah Wyle es Tom Mason. - Moon Bloodgood es Anne Glass. - Drew Roy es Hal Mason. - Jessy Schram es Karen Nadler. - Maxim Knight es Matt Mason. - Connor Jessup es Ben Mason. - Seychelle Gabriel es Lourdes Delgado. - Peter Shinkoda es Dai. - Colin Cunningham es John Pope. - Sarah Carter es Margaret. - Mpho Koahu es Anthony. - Will Patton es Capitán Weaver. | - Dylan Authors es Jimmy Boland. - Daniyah Ysrayl es Rick Thompson. - Melissa Kramer es Sarah. - Niamh Wilson es Megan. - Bruce Gray es Scott Gordon. |

## Recepción del público
En su estreno original, el final de temporada de dos horas recibió 5,6 millones de espectadores, el episodio clasificado más alto desde el estreno de la serie, con 2,5 millones de espectadores en la demográfica de 18-49 años. Ambos episodios obtuvieron una puntuación de 1,9 en el grupo demográfico de 18-49 años.